# 村井反応
有機化学において、村井反応(むらいはんのう、英: Murai reaction)はルテニウム触媒を用いて、C-H活性化により末端アルケンまたは歪みをもつ内部アルケンと芳香族化合物との間に新たなC-C結合を形成する有機反応をいう 。1993年に村井眞二により初めて報告され、彼にちなみ命名された。村井反応はC-H活性化の初報告例ではないが、特筆すべき高効率性と適用可能範囲をもつ。ヒドロアリール化反応など従来の例はより厳しい反応条件を要求し、適用範囲も狭かった。

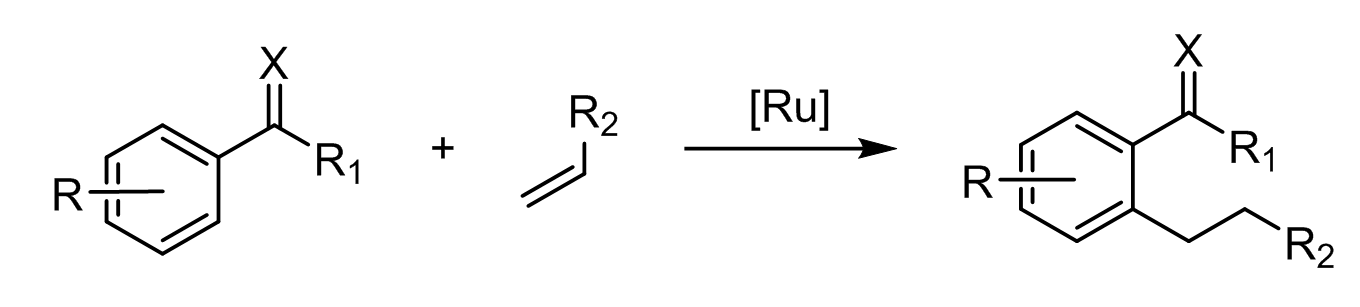
村井反応。Xは配向基である。

## 適用範囲と位置選択性
初めて報告された村井反応はケトンを配向基として用いていたが、エステル、イミン、ニトリル、イミド酸などの官能基も報告されている。2置換アルキンの村井反応も報告されている。2座配向基は、通常は村井反応をおこさないα,β-不飽和ケトンによる芳香環のオルトアルキル化をおこさせる。
村井反応の初期の例ではオルト位が両方ともアルキル化された副生成物が生じてしまっていた。この問題はo-メチル保護基により可決することができるが、o-メチル基の導入は反応速度と反応の一般性を損なってしまう。メタ位に置換基があると位置選択性に影響がある。村井反応はもっとも立体障害の少ないオルト位に付加をおこしやすい。しかし、メタ位にRu触媒が配位できる官能基がある場合はその限りでない。m-メトキシアセトフェノンはより立体障害の大きい位置への選択性を示す。

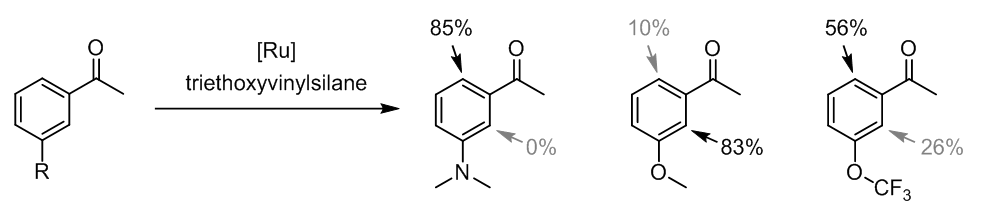
メタ位置換基の位置選択性への影響。パーセンテージは特定の位置への置換体の単離収率を示す。

## 反応機構
RuH
2(CO)(PPh
3)
3やRuH
2(PPh
3)
4、Ru(CO)
2(PPh
3)
3、Ru
3(CO)
12など様々なRu触媒が村井反応を触媒する。

### Ru(0)触媒
村井反応の詳細な反応機構は明らかになっていない。実験的研究・計算化学的研究によって、触媒に依存して少なくとも2つの異なる反応機構がある証拠が示されている。[Ru(H)
2(CO)(PR
3)
3]のようにRu0を活性中心とする触媒の場合、密度汎関数理論による研究と実験的証拠から次のような反応機構が提案されている。

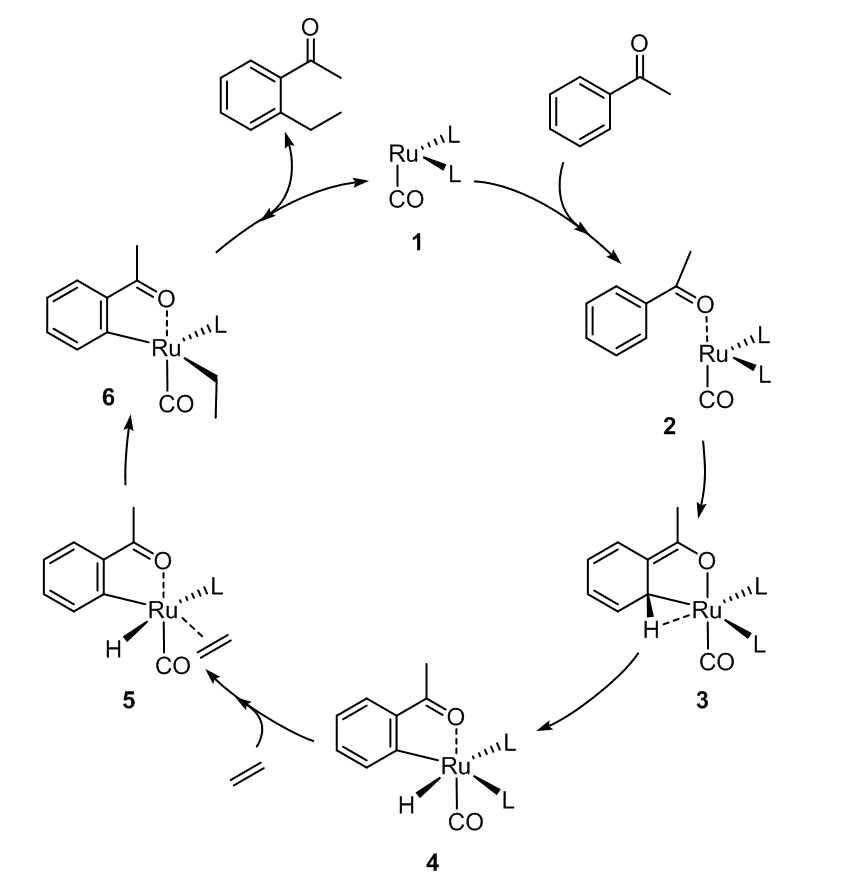
エチレンとアセトフェノンの間の村井反応に提案されている反応機構(L = PR_{3})。Ru上の傍観配位子は省略されている。

高温下でRuH
2(CO)(PPh
3)
3は不飽和Ru(CO)(PPh3)nへ転換されることが示唆されている。提案されている触媒サイクルはまずケトンが配位し、つぎにC-H結合の酸化的付加が起こる。これにより生じる5配位メタラサイクルはアゴスティック相互作用により安定化される。律速過程はC-C結合の形成である。

### Ru(II)触媒
[Ru(o-C6H4PPh2)(H)(CO)(PPh3)2]錯体は室温下で村井反応を触媒する。[Ru(H)
2(H
2)
2(PR
3)
2]の場合、活性錯体は[Ru(H)
2(PR
3)
2]である。

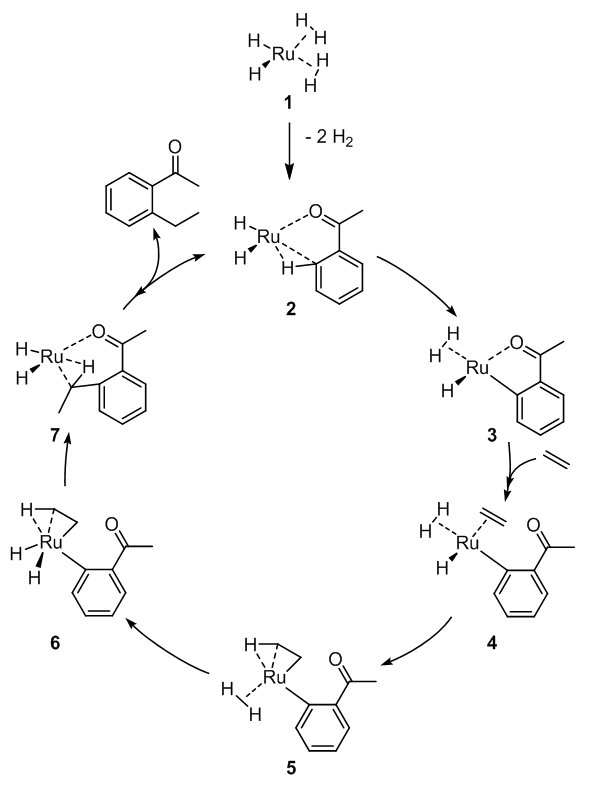
[Ru(H)2(H2)2(PR3)2]を触媒とするエチレン・アセトフェノン間の村井反応の提案された反応機構。傍観配位子(PMe_{3})は見やすさのため省略されている。

1からルテニウム活性触媒が生じたのち、アセトフェノンのカルボニル酸素原子とオルトC-H結合がアゴスティックに錯体に配位する(2)。Ru0について提案されている反応機構と同様、アゴスティック相互作用によりオルトC-H結合への酸化的付加反応がおきる。還元的脱離反応により脱離したH
2が配位したまま残り錯体3を与える。エチレンが配位しケトンが脱離することで錯体4が生じる。ここでエチレンのヒドリドへの転移挿入により5が生じる。さらにH
2が酸化的付加し(6)、錯体にアゴスティックに結合した生成物が還元的に脱離する。錯体には新たなアセトフェノンが配位し、錯体2を与える。